# Stictoptera patagiata
Stictoptera patagiata là một loài bướm đêm trong họ Noctuidae.